# Carlos Medeiros Silva
Carlos Medeiros Silva (Juiz de Fora, 19 de junio de 1907—Río de Janeiro, 3 de marzo de 1983) fue un abogado y político brasileño. Durante el gobierno Juscelino Kubitschek fue procurador general de la República de Brasil. Fue ministro de Justicia entre 1966 y 1967.

## Biografía
Hijo de João Medeiros Silva y Amélia Braga de Medeiros, se formó en Ciencias Jurídicas y Sociales por la Facultad Nacional de Derecho (1929) y se dedicó la abogacía. Fue jefe de gabinete de la Secretaría de Educación en el antiguo Distrito Federal (1936-1937) y también fiscal público (1939). Consultor jurídico de la Comisión de Defensa Económica (1942-1943) y del Departamento Administrativo del Servicio Público (DASP) durante 1944, fue jefe de gabinete del Ministerio de Justicia bajo los mandatos de Silva Campos (momento en que se otorga la Constitución de 1937), Sampaio Dória y Carlos Luz. En el segundo gobierno de Getúlio Vargas fue Consultor General de la República y en esa condición actuó en ciertas actividades de la empresa Petrobras.
Especialista en Derecho Administrativo, fue colaborador de la Revista Forense de la cual fue redactor-jefe durante treinta años (1935-1965) y fundador en 1944 de la Revista de Derecho Administrativo, que dirigió hasta 1965. Además fue redactor en el período 1944-1947 de la Revista del Servicio Público. Durante el gobierno de Juscelino Kubitschek fue procurador general de la República. Miembro del consejo federal de la Orden de los Abogados de Brasil, fue nombrado ministro del Supremo Tribunal Federal en 1965 con el presidente Castelo Branco, que también lo nombraría ministro de Justicia (cargo que ejerció entre el 19 de julio de 1966 y el 15 de marzo de 1967).
Fue parte autora del A-1, de la Constitución de 1967 y del Ato Institucional Número Doce, que fue decretado por la Junta Militar de 1969 después del alejamiento del presidente Costa e Silva. Falleció víctima de ataque cardíaco.
Su hijo, Marcelo Medeiros, fue miembro del MDB y del PMDB, siendo electo diputado federal por Guanabara y por Río de Janeiro durante los años 1970, 1974, 1978 y 1982.

## Fuente de investigación
Medeiros Silva (1907-1982). Disponible en Vea, ed. 757 de 09/03/1983. São Paulo: Abril.